# Erythroxylum gracile
Erythroxylum gracile är en tvåhjärtbladig växtart som beskrevs av Otto Eugen Schulz. Erythroxylum gracile ingår i släktet Erythroxylum och familjen Erythroxylaceae. Inga underarter finns listade i Catalogue of Life.